# Marina Terrace
Marina Terrace is een wolkenkrabber in Dubai, Verenigde Arabische Emiraten. De bouw van de woontoren, die deel uitmaakt van het project Dubai Marina, begon in 2003 en werd in 2006 voltooid. Het is door HOK en Norr Group Consultants in postmoderne stijl ontworpen.

## Ontwerp
Marina Terrace is 183 meter hoog en bevat naast 38 bovengrondse verdiepingen, ook 2 ondergrondse etages. Het gebouw heeft een totale oppervlakte van 46.450 vierkante meter en bevat 6 liften. Het staat op een podium van vijf verdiepingen, dat een parkeergarage en kantoorruimte bevat. Daarboven bevinden zich 33 verdiepingen met in totaal 200 woningen. Het gebouw bevat woningen met één, twee en drie slaapkamers, waaronder vier duplex woningen en twee penthouses. Het bevat meerdere faciliteiten, waaronder:
- Zwembaden.
- Tennisveld.
- Barbecuegebied.
- Jacuzzi.[3]